# I sidste Sekund
I sidste Sekund er en dansk stumfilm fra 1913 med manuskript af Alf Nielsen.

## Handling
Filmen foregår i et russisk miljø og handler om en krudtværksejers datter, der får et halsbånd af en bejler, og som giver det videre til den, hun elsker. Da den første bejler forlanger, at hun bærer det ved en fest, må en trofast jæger, Leo, fremskaffe det. Den forsmåede bejler er skurk og røver en opfindelse, men sprænges i luften.